# Недригайлівська районна рада
Недригайлівська районна рада - орган місцевого самоврядування Недригайлівського району Сумської області з центром у селищі міського типу Недригайлів.
Недригайлівській районній раді підпорядковано 2 селища міського типу та 98 сільських населених пунктів. 

## Склад ради
До складу Недригайлівської районної ради входять 34 депутатів від 7 партій :
- Блок Петра Порошенка «Солідарність» — 8 депутатів
- Народно-демократична партія - 6 депутатів
- Всеукраїнське об'єднання «Батьківщина» - 6 депутатів
- Аграрна партія України — 5 депутатів
- Радикальна партія Олега Ляшка - 4 депутати
- Партія "Відродження" - 3 депутати
- Політична партія "Воля народу" - 2 депутати

## Керівництво ради
Голова Недригайлівської районної ради - Нанка Іван Володимирович
Заступник голови Недригайлівської районної ради - Кужель Анатолій Іванович